# OFF COURSE 1984〜1988 SPECIAL CD SET
『OFF COURSE 1984〜1988 SPECIAL CD SET』(オフコース 1984〜1988 スペシャルCDセット)は、1988年12月10日に発売されたオフコースのアルバムCD-BOX。

## 解説
『The Best Year of My Life』から『Still a long way to go』まで、FUN HOUSE移籍後に発売されたオリジナル・アルバム4作品とフォトブックレットで構成されている。

## 収録内容

### DISC 01『The Best Year of My Life』 (00FD-7051)
1984年6月21日リリース。

### DISC 02『Back Streets of Tokyo』 (00FD-7052)
1985年8月1日リリース。

### DISC 03『as close as possible』 (00FD-7053)
1987年3月28日リリース。

### DISC 04『Still a long way to go』 (00FD-7054)
1988年6月9日リリース。

## リリース履歴
| タイトル                             | 発売日         | リリース  | 規格 | 品番        | 備考 |
| ------------------------------------ | -------------- | --------- | ---- | ----------- | ---- |
| OFF COURSE 1984〜1988 SPECIAL CD SET | 1988年12月10日 | FUN HOUSE | 4CD  | 00FD-7051/4 |      |